# Peucaea
Peucaea es un género de aves paseriformes de la familia Passerellidae, conocidos vulgarmente como chingolos, cuyos miembros son originarios del sur de América del Norte y América Central. Anteriormente, estas especies fueron clasificadas como miembros del género Aimophila.

## Especies
En la clasificación del Congreso Ornitológico Internacional (versión 5.1, 2015) se reconocen las siguientes especies:
- Peucaea mystacalis (Hartlaub, 1852) – chingolo embridado
- Peucaea humeralis (Cabanis, 1851)  – chingolo pechinegro
- Peucaea ruficauda (Bonaparte, 1853)  – chingolo cabecilistado
- Peucaea sumichrasti (Lawrence, 1871) – chingolo colicanela
- Peucaea aestivalis (Lichtenstein, 1823) - chingolo de Bachman
- Peucaea botterii (P. L. Sclater, 1858)  – chingolo de Botteri
- Peucaea cassinii (Woodhouse, 1852)  – chingolo de Cassin
- Peucaea carpalis Coues, 1873 – chingolo alirrufo